# 리니어 액추에이터

리니어 액추에이터 개념도

리니어 액추에이터(Linear actuator)는 기존 전기 모터의 원형 운동과 달리 직선으로 운동을 생성하는 액추에이터이다. 리니어 액추에이터는 공작 기계 및 산업 기계, 디스크 드라이브 및 프린터와 같은 컴퓨터 주변 장치, 밸브 및 댐퍼 및 선형 동작이 필요한 기타 많은 장소에서 사용된다. 유압 또는 공압 실린더는 본질적으로 직선 운동을 생성한다. 회전하는 모터에서 직선 운동을 생성하는 데 다른 많은 메커니즘이 사용된다.

## 같이 보기
- 호이스트
- 솔레노이드